# ロベルト・シュテルル
ロベルト・シュテルル（Robert Hermann Sterl、1867年6月23日 – 1932年1月10日）はドイツの画家、イラストレーター。ドレスデンの王立美術アカデミーの教授などを務めた。印象派のスタイルの画家であった。

## 略歴
現在はドレスデンの一部となっているグロースドブリッツ（Großdobritz）の石工の息子に生まれた。1881年から1888年の間、ザクセン王国の王立美術アカデミー（Königlichen Akademie der bildenden Künste、後のドレスデン美術大学）で学び、レオン・ポーレ（Leon Pohle: 1841-1908）やユリウス・ショルツ（Julius Scholtz: 1825-1893）に学び、フェルディナンド・パウウェルス（Ferdinand Pauwels: 1830-1904）の修士学生になった。 
1887年から風景画家、肖像画家、イラストレーターとして働き、ドレスデンのスタジオで女性向けの私立の絵画学校を運営した。 1894年に「芸術家協会（Vereins bildender Künstler）」の創設メンバーになった。1897年に結婚した。1905年に美術家集団「Die Zunft」の共同創設者となった。1904年に王立美術アカデミーで教え始め、1906年に教授の称号を得て、1931年までアカデミーで教えた。ドイツ美術協会（Deutschen Künstlerbundes）の初期からのメンバーであった。1909年に、ベルリン分離派の特別メンバーに選出された。第一次世界大戦中は戦争画家を務めた。
1919年にゼクシッシェ・シュヴァイツ゠オスターツゲビルゲ郡のナウンドルフ（Naundorf）に邸を買って暮らした。1932年にナウンドルフ で没した。
肖像画や印象派のスタイルで、働く人々や農民の生活を描いた。ナチスが政権を取った後の1937年に、シュテルルの作品は「退廃芸術」に指定され、ノイエ・マイスター絵画館が所有していた2点の作品は没収された。東ドイツの時代には高く評価されていた。シュタールを顕彰するための財団が作られ、財団は1997年に美術学生を表彰する「ロベルト・シュテルル賞」を創設した。

## 作品

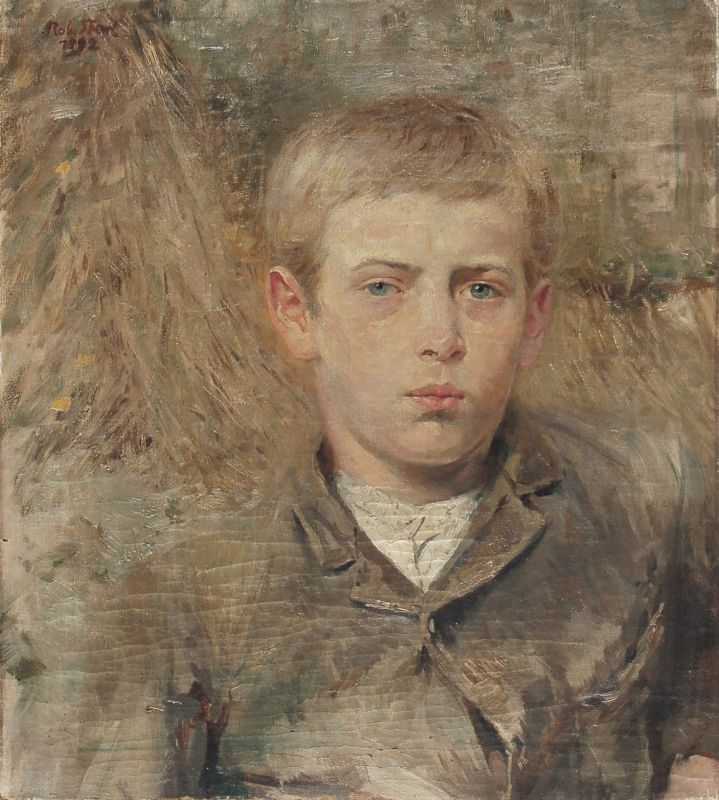
農家の少年 （1892）
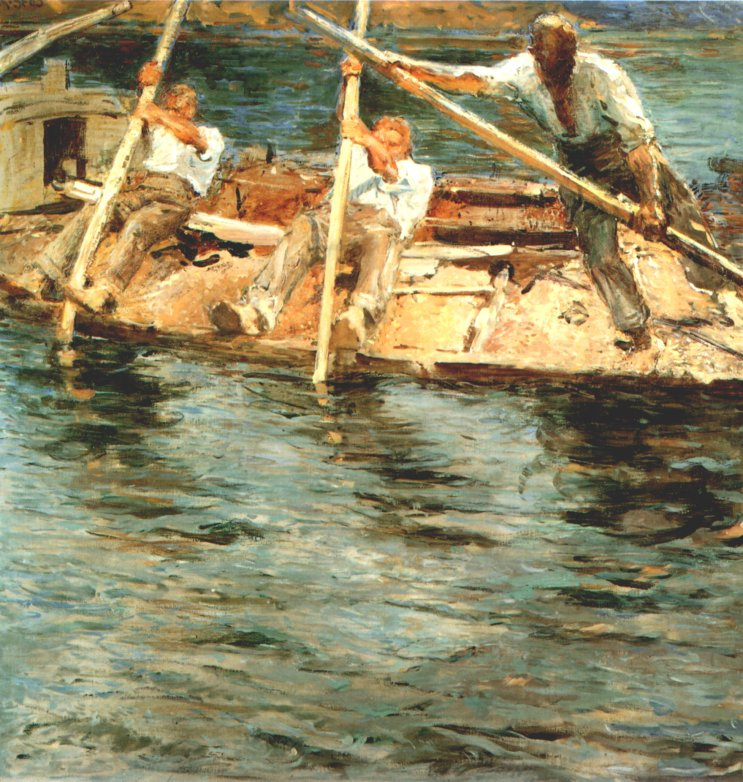
エルベ川の浚渫船（1905）
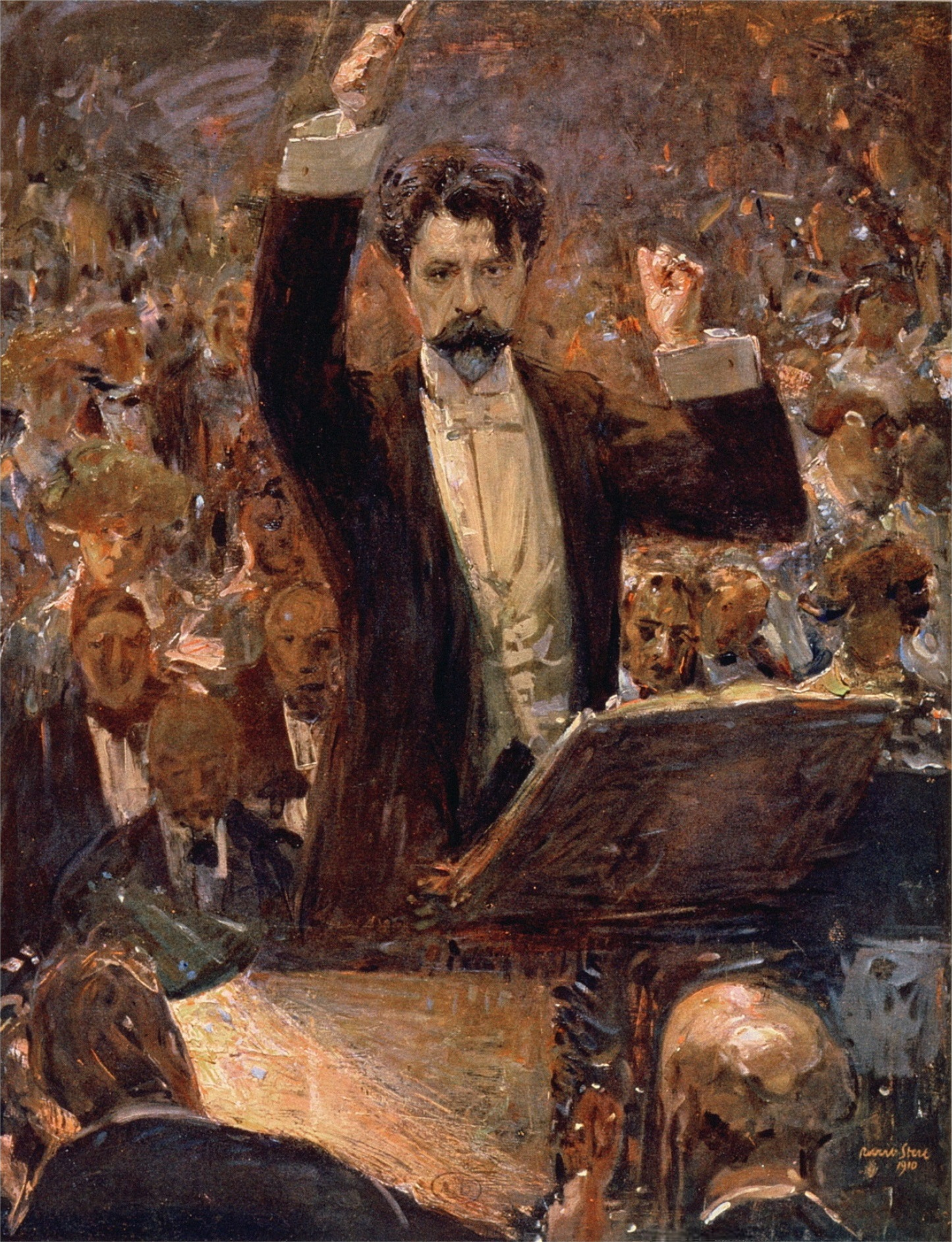
指揮者アルトゥール・ニキシュの肖像画 （1910）
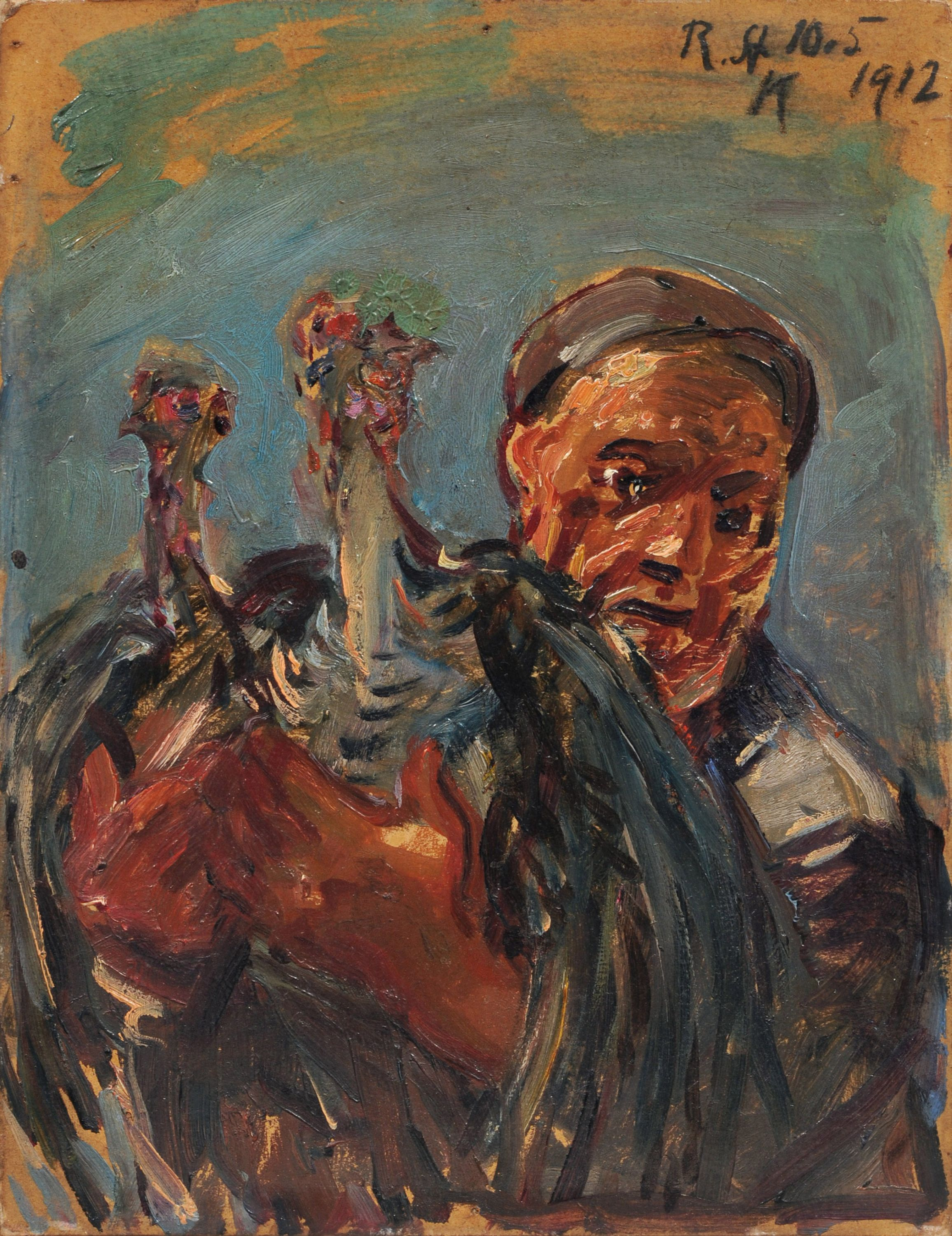
2羽の七面鳥を持つ農夫 （1912）

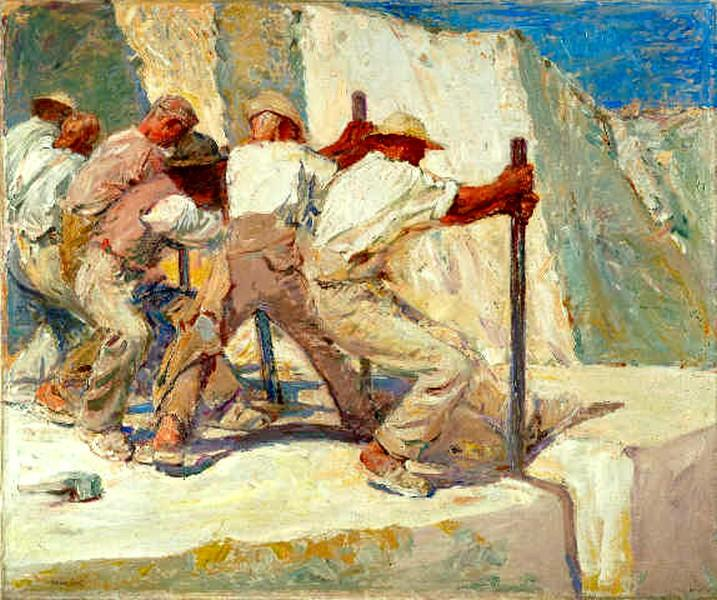
石割労働者 （1911）
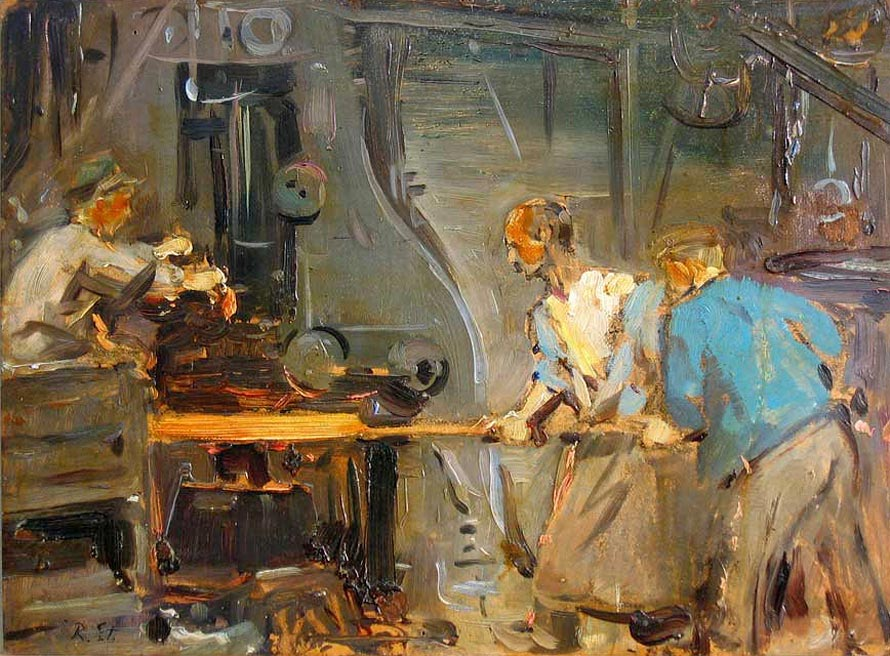
工場労働者（1914）
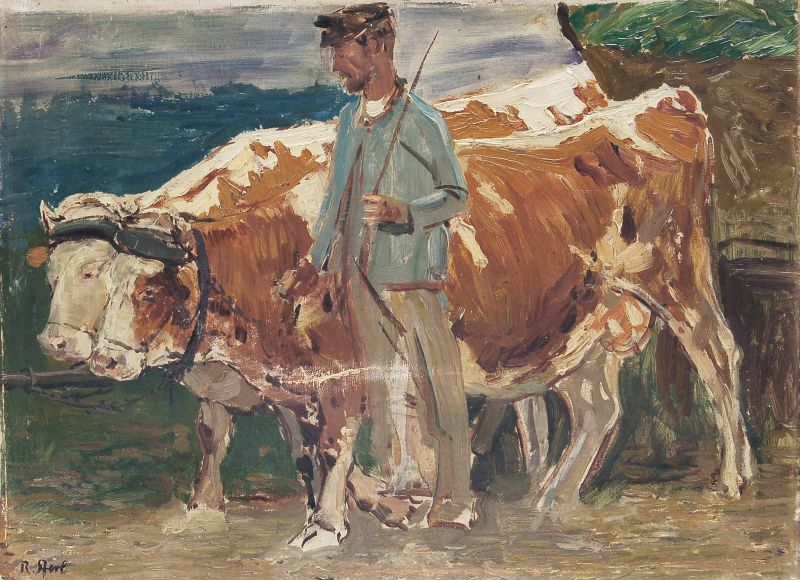
牛の一群